# Mocho Mountains
Mocho Mountains är en bergskedja i Jamaica.   Den ligger i parishen Clarendon, i den centrala delen av landet, 60 km väster om huvudstaden Kingston. Mocho Mountains ligger på ön Jamaica.